# Тасмания
Тасмания (на английски: Tasmania) е австралийски остров на границата между Тихия океан и Индийския океан.
Наречен е на холандския мореплавател Абел Тасман, който е първият европеец, посетил го през 1642 година. Името, което Тасман дава на острова, е Земя Ван Димен или Земя на Ван Димен – губернатора на Нидерландска Индия. Съвременните австралийци го наричат още Ябълковия остров.
Островът е посещаван от експедициите на Джеймс Кук, Д'Антъркасто и Дюмон Дюрвил. На север от Тасмания се намират островите Кинг и Фърно.
Има площ от 67 000 km² и предимно планински и хълмист релеф с най-висока точка връх Оса (1617 метра). Климатът е умерен и влажен, а на север – със субтропични елементи. На Тасмания живеят редица животински и растителни ендемити. Голяма част от биоразнообразието е унищожено след заселването на европейци. Местното население е напълно унищожено през 19 век. В края на 1836 г. белите заселници организират акции за избиване на местните аборигени. От тях остава само 1 живо момиченце, което било наречено Лала Рук и държано като атракция. Тасманийците са били представители на австралоидна раса, тасманийски расов тип.
Остров Тасмания попада в зоната на смесените гори. По-голямата част от нея е в умерения климатичен пояс, където зимата е мека, лятото – прохладно, а валежите са между 500 и 1000 mm. Преобладават кафявите горски почви, върху които растат вечнозелен бук, евкалипти, акации и др. Интересни представители на животинския свят са ехидната и тасманийският дявол.
Административният център на щата Тасмания е град Хобърт (с население 215 000 жители). Друг по-голям град на острова е Лонсестън в северната му част.

## История

### Физическа история
В миналото остров Тасмания е бил свързан с континентална Австралия до края на последната ледникова епоха преди около 10 000 години. Голяма част от острова е съставена от юрски диабазни интрузии (от повдигане на магма) в други скали, понякога образуващи големи колони. На Тасмания се намират най-големите диабазни райони в света, като много отличителни планини и скали са образувани именно от тази скала. Централното плато и югоизточните части на острова са съставени главно от диабаз. Връх Уелингтън над Хобарт е много добър пример за това, имайки изразени колони.
На юг диабазът е подложен от пясъчник и подобни седиментни скали. На югозапад докамбриеви кварцити са образувани от древни морски седименти и съставят особено остри хребети. На изток и североизток може да се види континентален гранит, който е подобен на този по крайбрежията на Австралия. На запад и северозапад се наблюдават магмени скали с високо минерално съдържание. В южните и северозападните части на острова има варовикови пещери.
Кварцитните и диабазните райони във високите планини показват признаци на заледяване, а голяма част от ледниковия релеф на Австралия се намира върху Централното плато и в Югозапада. Планината Крейдъл, чийто връх също е диабазен, е била нунатак. Комбинацията от тези различни скали допринася за местния уникален пейзаж. В крайния югозападен край на острова геологията е представена почти изцяло от кварцит, което придава фалшив снежен вид на планините там.

### Коренно население
Разкопките сочат за наличие на аборигенно население в Тасмания преди около 42 000 години. Покачващото се морско равнище отрязва Тасмания от континентална Австралия преди около 10 000, а към момента на европейския контакт коренните тасманцийци са разделени на 9 големи етнически групи. По времето на британската окупация и колонизация през 1803 г. коренното население е изчислено на около 3 – 10 хил. души. Анализите на някои историци говорят за около 7 хил. души, разпръснати из целия остров, докато други поставят числото по-ниско – около 3 – 4 хил. Аборигените са ловували дивеч, включително кенгуру, валаби, тюлени и риба, които са приготвяли на огън.

### Пристигане на европейците
Първото забелязване на Тасмания от европеец е докладвано на 24 ноември 1642 г. от холандския изследовател Абел Тасман. Над век по-късно, през 1772 г., френска експедиция, водена от Никола Тома Марион дю Френ, слиза на брега в залив в югоизточната част на острова, а на следващата година Тобайас Фюрно става първият англичанин, стъпил в Тасмания. Капитан Джеймс Кук също пристига на острова през 1777 г. Матю Флиндърс и Джордж Бас преминават през Басовия проток през 1798 – 1799 г., като за пръв път установяват, че Тасмания всъщност е остров.
Ловци на китове и тюлени са установяват в Тасмания след 1798 г., а през август 1803 г. губернаторът на Нов Южен Уелс изпраща лейтенант Джон Боуен да основе малък военен пост на източния бряг на река Деруент, за да предотврати всякакви евентуални претенции на френски изследователи, които по това време изследват южноавстралийското крайбрежие. Боуен, който предвожда група от 49 души, включваща 24 затворници, от които 3 жени, нарича лагера Ридсън. Няколко месеца по-късно второ селище е основано от капитан Дейвид Колинс и неговите 308 затворници на западния бряг на реката. Това селище по-късно прераства в днешния град Хобарт, наречен в чест на британския колониален секретар по това време, лорд Хобарт. Селището Ридсън по-късно е изоставено. Оставено на произвола, без допълнителни доставки, селището Хобарт претърпява тежък недостиг на храна към 1806 г. Населението му гладува, при което много хора започват да ядат водорасли от морските скали или китова мас от брега.
В крайна сметка към Тасмания през следващите години са изпратени около 75 хиляди затворници – 4 от всеки 10, изпратени в Австралия. Към 1819 г. аборигенното и британското население се изравняват, достигайки около 5000 души всяко, макар много от мъжете колонизатори да превъзхождат числено жените в съотношение 4:1. Много заможни заселници от средната класа започват да пристигат след 1820 г., примамени от обещанието за безплатни земи и безплатен затворнически труд. Към 1830 г. на острова се намира приблизително половината от обработваемата земя на Австралия.

#### Черната война
Напрежението между аборигените и европейците в Тасмания расте, от части поради нарастващата конкуренция при лова на кенгурута. Изследователят Джон Оксли отбелязва през 1810 г. „много жестокости“, нанасяни срещу аборигенното население от избягали затворници на север, които на свой ред водят до нападения от аборигените срещу европейските ловци. Враждебностите допълнително нарастват с пристигането на 600 колонизатори от остров Норфолк между 1807 и 1813 г. Към 1824 г. колониалното население е набъбнало до 12 600 души, докато популацията на овце на острова вече е 200 000 бройки. Рязката колонизация преобразува традиционните места за лов на кенгуру в селскостопански имоти и ферми за паша на добитък, оградени с огради, плетове и стени, докато в същото време присъствието на полицията и военните патрули се засилва, за да се контролира затворническия труд по-ефективно.
Насилието ескалира след средата на 1820-те години в така наречената Черна война. Докато коренното население е докарано до отчаяние от намаляващите запаси на храна, както и от отвличанията на жени и момичета, европейците предприемат нападения като начин за отмъщение и потушаване на местната заплаха. Според някои историци, ненаситният апетит на многобройното мъжко затворническо население на острова към местните жени е най-важният фактор за избухването на конфликта в края на 1820-те години.
В периода 1825 – 1828 г. броят на нападенията на аборигените се удвоява всяка година, паникьосвайки чуждите заселници. През ноември 1826 г. губернаторът Джордж Артур издава правителствено известие, според което колонизаторите са свободни да убиват аборигени, когато те или собствеността им биват нападани, в резултат на което през следващите 8 месеца са убити над 200 аборигени като отмъщение за смъртта на 15 колонизатори. След още 8 месеца жертвите са вече 43 колонизатори и около 350 аборигени. Към 300 британски войници са изпратени на острова, а през ноември 1828 г. Артур обявява военно положение, давайки право на войниците да застрелят на място всеки абориген на колонизирана територия. Военното положение остава в сила в продължение на три години.
През ноември 1830 г. Артур организира така наречената „Черна линия“, нареждайки на всеки мъж колонизатор в добра форма да отиде на едно от седем обозначени места, за да се присъедини към масивния натиск да се прогонят аборигените от района към полуостров Тасман. Кампанията се проваля и е изоставена 7 седмици по-късно, но по това време населението на аборигените вече е спаднало до около 300 души

#### Премахване на аборигените
След като враждебностите между заселниците и аборигените спират към 1832 г., почти всички останали членове на коренното население са гонени или принудени от правителствения служител Джордж Робинсън да се преместят на остров Флиндърс. Много от тях бързо загиват от инфекциозни болести, срещу които нямат имунитет. От изгонените от Тасмания, последна вероятно умира Труганини през 1876 г. Унищожаването на аборигенното население на Тасмания се описва като акт на геноцид от много историци.

#### Обявяване на колония
Заселените земи на Тасмания, които до този момент се считат за част от колонията Нов Южен Уелс, са обявени за отделна колония със своя собствена съдебна и законодателна власт на 3 декември 1825 г. Доставките към острова спират през 1853 г. и колонията е наречена Тасмания през 1856 г. Същата година новоизбраният двукамарен парламент заседава за пръв път, основавайки Тасмания като самоуправляваща се колония на Британската империя.
Колонията страда от икономически колебания, но през повечето време просперира, отбелязвайки постепенен ръст. С малко външни заплахи и силни търговски връзки с империята Тасмания се радва на много плодородни периоди в края на 19 век, утвърждавайки се като световен център на корабостроенето. Събира местна военна сила, която дори играе важна роля във Втората бурска война в Южна Африка.
През 1901 г. колонията Тасмания се обединява с петте други австралийски колонии, образувайки Общността на Австралия. Тасманийците гласуват за федерация.

### Съвременна история
Щатът е сериозно засегнат от горски пожари през 1967 г., при които загиват 62 души, а много домове са разрушени. През 1972 г. в Тасмания е учредена първата в света зелена партия. През 1975 г. мостът Тасман Бридж в Хобарт е ударен от кораб за насипен товар, при което 12 души загиват, а пресичането на река Деруент става невъзможно. Най-близкият мост над нея се намира 20 km на север.
На 28 април 1996 г. Мартин Брайънт извършва масово убийство в Порт Артур, застрелвайки и убивайки 35 души (туристи и местни жители) и ранявайки още 21 с автоматична пушка. След инцидента са приети нови, по-строги правила относно притежанието на огнестрелно оръжие в Тасмания.
През април 2006 г. рудникът за злато Бийкънсфийлд се срутва в резултат на слабо земетресение. Един човек загива, а други двама за хванати в капан под земята в продължение на 14 дни.

## География
Площта на Тасмания (68 401 km2) попада точно на пътя на Ревящите четиридесет – силни западни ветрове, преминаващи между 40 и 50° географска ширина по цялото земно кълбо. На север островът е отделен от Австралия чрез Басовия проток. Тасмания е единственият австралийски щат, който не се намира в континентална Австралия. На около 2500 km южно от Тасмания лежи Антарктида. Всъщност, Тасмания е по-близо до Антарктида, отколкото до северните части на Австралия.
В зависимост от това кои океански граници се използват, островът може да граничи с Тихия океан на изток и с Индийския на запад или да е обграден от Южния океан. Все пак, други определения биха поставили Големия австралийски залив на запад от Тасмания и Тасманово море на изток. Лежи на сходна географска ширина като Южния остров на Нова Зеландия и части от Патагония в Южна Америка.
Тасмания е вулканически неактивен през последните геоложки епохи, но има много назъбени хребети, образувани от ледникова активност. Това е най-планинският щат на Австралия. Централната му част е най-планинска. Най-високият връх е Оса (1617 m). Той лежи в сърцето на националния парк Крейдъл Маунтин — Лейк Сент Клер. Голяма част от Тасмания е все още покрита от гъсти гори, като Югозападният национален парк и съседните нему райони съдържат едни от най-големите умерени дъждовни гори в Южното полукълбо.
Областта Таркин, намираща се в северозападния край на острова, представлява най-голямата умерена дъждовна гора в Австралия, покривайки 3800 km2. С назъбения си релеф Тасмания има голям брой реки. На няколко от най-големите реки на Тасмания са построени язовирни стени, за да се добива електроенергия. Много реки водят началото си от централния масив и се вливат в морето. Най-големите населени места на острова са разположени близо до естуари.
Река Деруент тече на югоизток и достига брега при Хобарт. Река Тамар се влива северно от Лонсестън, а река Мърси също си влива северно от Девонпорт. Най-дългата река на острова е Саут Еск.
Щатът Тасмания има сухопътна граница с щата Виктория при най-северния си остров – Баундъри, който е и природен резерват в Баския проток. Съществуването на 85-метровата сухопътна граница е административна чудатост, причинена от ранна картографска грешка. Към Тасмания спада и остров Макуори, намиращ се на 1500 km южно от него и приблизително по средата между Нова Зеландия и Антарктида.

### Климат
Тасмания има относително хладен климат в сравнение с останалата част от Австралия. Открояват се четири сезона. От декември до февруари е лято, когато средната максимална температура е 21 °C, докато вътрешните части на острова (около Лонсестън) достигат 24 °C. Температурите в централния планински масив са едни от най-ниските в Австралия, варирайки между 4 и 17 °C през февруари. Зимата протича от юни до август, които като цяло са най-влажните и най-студени месеци в щата, като планинските райони се заснежават. Средните максимални температури през зимата са 12 °C по крайбрежието и 3 °C в планините. През зимните месеци замръзванията във вътрешността на острова са обичайни. Пролетта обикновено е най-ветровитото време от годината.
| Град      | Средна минимална температура (°C) | Средна максимална температура (°C) | Брой слънчеви дни | Валежи (mm) |
| --------- | --------------------------------- | ---------------------------------- | ----------------- | ----------- |
| Хобарт    | 8,3                               | 16,9                               | 41                | 616         |
| Лонсестън | 7,2                               | 18,4                               | 50                | 666         |
| Девонпорт | 8,1                               | 16,8                               | 61                | 778         |
| Стран     | 7,9                               | 16,5                               | 41                | 1458        |

### Почви
Въпреки наличието на заледяване от кватернер, почвите на Тасмания не са по-плодородни от тези на континентална Австралия, главно защото повечето са силно излужени. В западните и източните части на острова почвите са много неплодородни и голяма част от тях не се обработват. По северното и южното крайбрежия има относително плодородни алувиални почви, които се използват за отглеждане на овошки (основно ябълки). В централните чести има кафяви почви, които са слабо излужени. На повърхността те са киселинни, но съдържат много макроелементи, поради което те се използват за паша на овце.

### Флора и фауна
Тасмания разполага с изключително разнообразна растително, от пасища и сухи поля до високи вечнозелени евкалиптови гори, алпийски пиренови поля, големи умерени дъждовни гори и тресавища. Много растителни видове са ендемити, а други имат връзка с видове в Южна Америка и Нова Зеландия чрез древни прародители, които са живели на суперконтинента Гондвана преди около 50 милиона години.
Островът е бил дом на тасманийския вълк, торбест бозайник, който е приличал на фоса. Той изчезва в континентална Австралия много по-рано, поради конкуренцията на кучетата динго. След като на Тасмания земеделци и правителствени ловци започват да избиват последната му популация, той изчезва напълно и от Тасмания към 1936 г. Днес ендемитът тасманийски дявол е най-големият останал торбест бозайник. Тасмания е едно от последните места на света, до които достига домашното куче. То е донесе от Великобритания през 1803 г. за лов на кенгурута и емута.

## Население
Населението на Тасмания е по-хомогенно от това в другите австралийски щати, като голяма част от населението е с британски корени. Приблизително 65% от жителите на острова са наследници на първоначалните 10 хиляди семейства, заселили се към средата на 19 век. Към 1996 г. над 80% от тасманийците са родени в щата, а почти 90% са родени в Австралия, Нова Зеландия, Великобритания или Ирландия.
Големи градове на острова са Хобарт (226 884 д.), Лонсестън (86 404 д.), Девонпорт (30 044 д.) и Бърни (26 978 д.).

## Стопанство
Голяма част от населението е ангажирано в селското стопанство. Развива се животновъдството – за месо, мляко, масло, вълна, яйца (говеда, овце, птици). Отглеждат се много плодове – ябълки, круши, портокали, лимони, банани, грозде, праскови, маслини и др. Заради изобилието от ябълки Тасмания отдавна е известна като „Островът на ябълките“. Тасмания е голям производител на ябълки в световен мащаб. Голяма част от плодовете се изнасят както в прясно, така и в преработено състояние. Край устието на най-голямата река – Деруент, в югоизточната част на острова, е разположена столицата на щата – град Хобърт, един от най-старите австралийски градове и главно пристанище на Тасмания.